# Лаба (приток на Кубан)
 Тази статия е за реката в Източна Европа.  За реката в Централна Европа вижте Елба.  
Лаба (на руски: Лаба; на адигейски: Лабэжъ) е река в Краснодарски край и Република Адигея на Русия, ляв приток на Кубан, с дължина 214 km, а с дясната съставяща я река Болшая Лаба – 347 km. Площта на водосборния ѝ басейн е 12 200 km².
Река Лаба се образува на 461 m н.в., на 2 km на юг-югозапад от станица Каладжинская в югоизточната част на Краснодарски край на Русия от сливането на двете съставящи я реки Малка Лаба и Болшая Лаба (133 km), водещи началото си от ледниците по северния склон на Главния (Водоразделен хребет) на Голям Кавказ. Първите 35 km протича по територията на Краснодарски край, след което до устието си служи за граница между Краснодарския край и Република Адигея. В горното и средното си течение тече в северна посока, а в долното – в западна и северозападна през южната част на Кубано-Приазовската низина, където долината ѝ е широка, плитка, с полегати брегове, а течението ѝ – бавно и спокойно. Влива се отляво в река Кубан, на 30 m н.в., срещу град Уст Лабинск, разположен на десния, северен бряг на Кубан. Основни притоци: леви – Малая Лаба, Ходз, Фарс (197 km), Улка (100 km), Псенафа (101 km); десни – Болшая Лаба (133 km), Кукса, Лабенок, Чамлик (133 km). Има смесено подхранване (снежно, ледниково, дъждовно) с ясно изразено пролетно пълноводие. През лятото често явление са внезапните прииждания в резултат на поройни дъждове във водосборния ѝ басейн. Средният годишен отток близо до устието ѝ е 95,7 m³/s. Замръзва само в студени зими от декември до края на февруари или началото на март. В долното течение толяма част от водите ѝ се използват за напояване. По бреговете на реката са разположени няколко десетки населени места, в т.ч. градовете Лабинск и Курганинск и селището от градски тип Мостовской в Краснодарски край и районния център станица Кошехабъл в Република Адигея.